# Gia Gunn
Gia Ketaro Ichikawa (Chicago, Estados Unidos; 10 de mayo de 1990), más conocida por su nombre artístico Gia Gunn, es una drag queen, artista musical, actriz y activista transgénero, conocida por competir en la sexta temporada de RuPaul's Drag Race, The Switch 2 y la cuarta temporada de RuPaul's Drag Race: All Stars.

## Biografía
Comenzó a hacer danza tradicional japonesa y kabuki en los roles de Onnagata a los 5 años.
Gia ganó los concursos de drag Miss Roscoe's 2013 y Miss Diosa 2013. Su nombre y apellido provienen de la modelo Gia Carangi y el asesor de imagen y conductor de televisión Tim Gunn.

### Rupaul's Drag Race
En 2013 participó en el concurso reality drag estadounidense RuPaul's Drag Race en su sexta temporada, que se emitió en el 2014, terminando su participación en el décimo lugar.

### The Switch Drag Race
En el 2015 participó en la competencia drag chilena The Switch 2, el cual se emitió en el 2018, donde fue finalista.

### Carrera musical
Después de su aparición en RuPaul's Drag Race, Gunn lanzó su primer sencillo "Bring out the Gunnz" el 31 de julio de 2015.
El 29 de agosto de 2018, se lanzó el segundo sencillo de Gunn "#LaChinaMasLatina", junto con Alaska. Ella y Laganja Estranja (otra participante de la sexta temporada de Drag Race) aparecieron en el vídeo musical de "Spin in Circles" de Danielle Alexa.

## Vida personal
Ichikawa comenzó a tomar hormonas en 2016, y salió públicamente como una mujer transgénero a través de Instagram en abril de 2017. Más tarde, su nombre en su certificado de nacimiento cambió oficialmente a Gia en agosto.